# Henrietta Lange
Henrietta Lange, kaldet Hetty, er en fiktiv person i tv-serien NCIS Los Angeles, portrætteret af den amerikanske skuespiller Linda Hunt
Hetty er Operations Manager hos NCIS i Los Angeles. Hun blev introduceret i "Identity", den første episode af NCIS Los Angeles. På trods af sin lille statur, finde de andre agenter hendes skræmmende, ikke mindst af alt på grund af hendes farverige fortid, hun har haft mange møder, kontaktpersoner, og forholdet til tidligere agenter (der henvises til i episoden ”Missing”) og Hollywood personligheder.

## EKsterne henvisninger
- Henrietta Lange på Internet Movie Database (engelsk)